# Jemnice (Osek)
Jemnice jsou malá vesnice, část obce Osek v okrese Strakonice v Jihočeském kraji. Nachází se asi dva kilometry východně od Oseka. Je zde evidováno 46 adres. V roce 2011 zde trvale žilo 56 obyvatel.
Jemnice leží v katastrálním území Jemnice u Oseka o rozloze 2,92 km².

## Historie
První písemná zmínka o vesnici pochází z roku 1384.

## Obyvatelstvo
| Rok            | 1869 | 1880 | 1890 | 1900 | 1910 | 1921 | 1930 | 1950 | 1961 | 1970 | 1980 | 1991 | 2001 | 2011 | 2021 |
| -------------- | ---- | ---- | ---- | ---- | ---- | ---- | ---- | ---- | ---- | ---- | ---- | ---- | ---- | ---- | ---- |
| Počet obyvatel | 241  | 243  | 270  | 252  | 232  | 251  | 216  | 161  | 148  | 114  | 89   | 77   | 70   | 56   | 56   |
| Počet domů     | 40   | 40   | 39   | 39   | 40   | 41   | 44   | 45   | 39   | 34   | 31   | 31   | 45   | 45   | 45   |

## Obecní správa
Při sčítání lidu v letech 1850–1963 Jemnice byly samostatnou obcí v okrese Strakonice. Od roku 1964 jsou částí obce Osek v okrese Strakonice.

## Pamětihodnosti
- Výklenková kaple na okraji obce u silnice ve směru od Oseka.
- Návesní kaple.
- Kříž z roku 1861 vedle návesní kaple.
- Kříž na okraji obce.

## Galerie

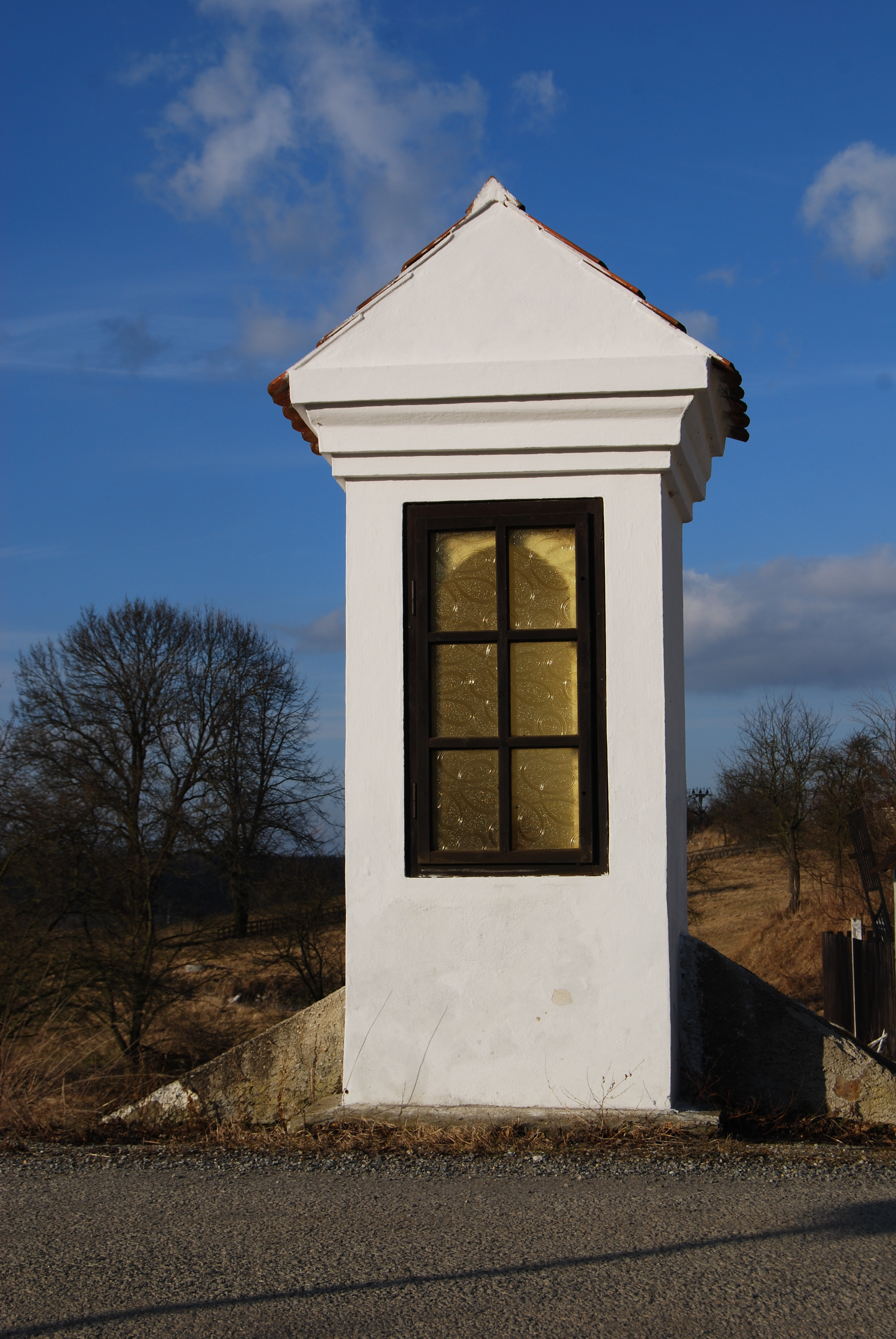
Výklenková kaple na kraji obce.
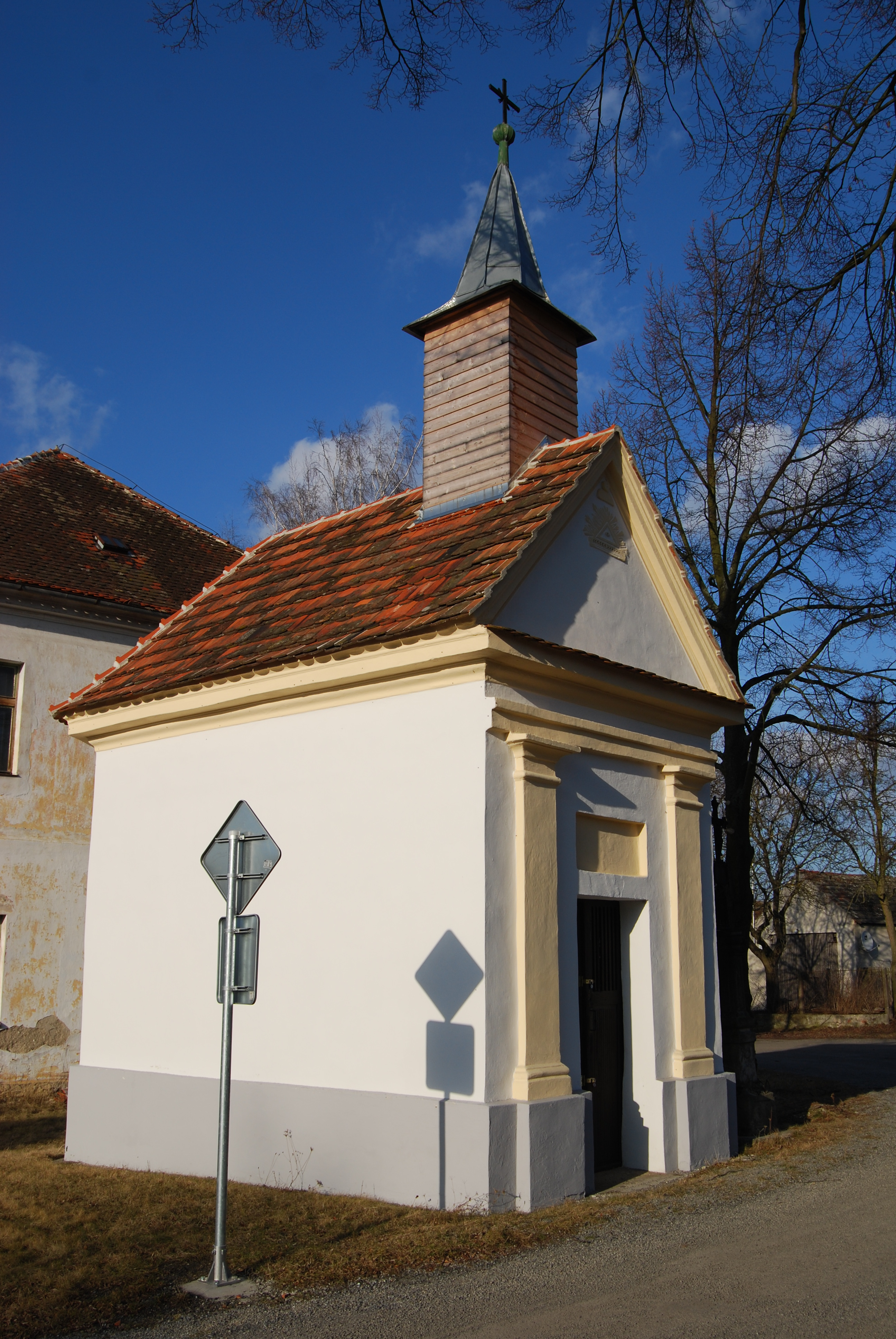
Návesní kaple.
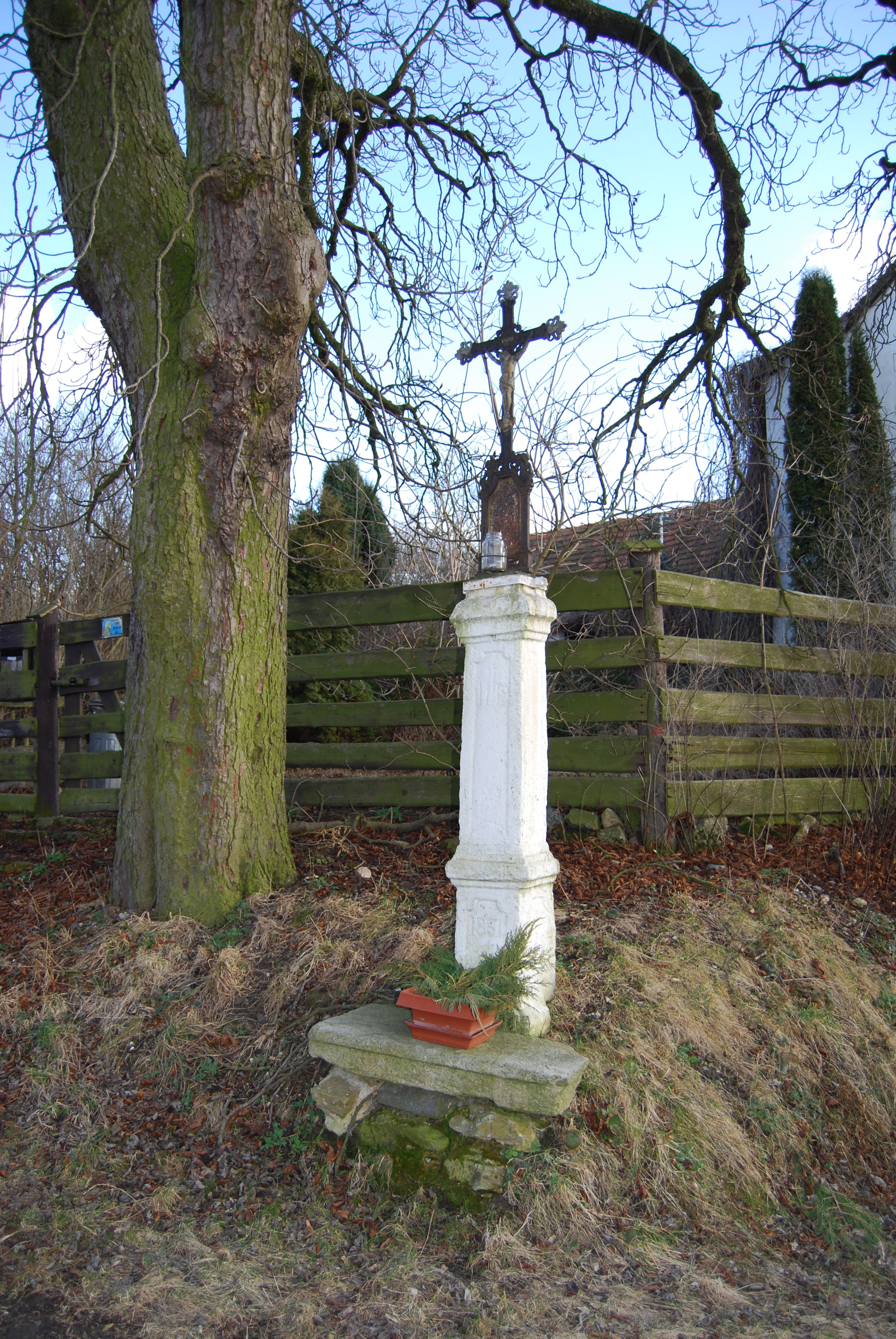
Kříž v obci.
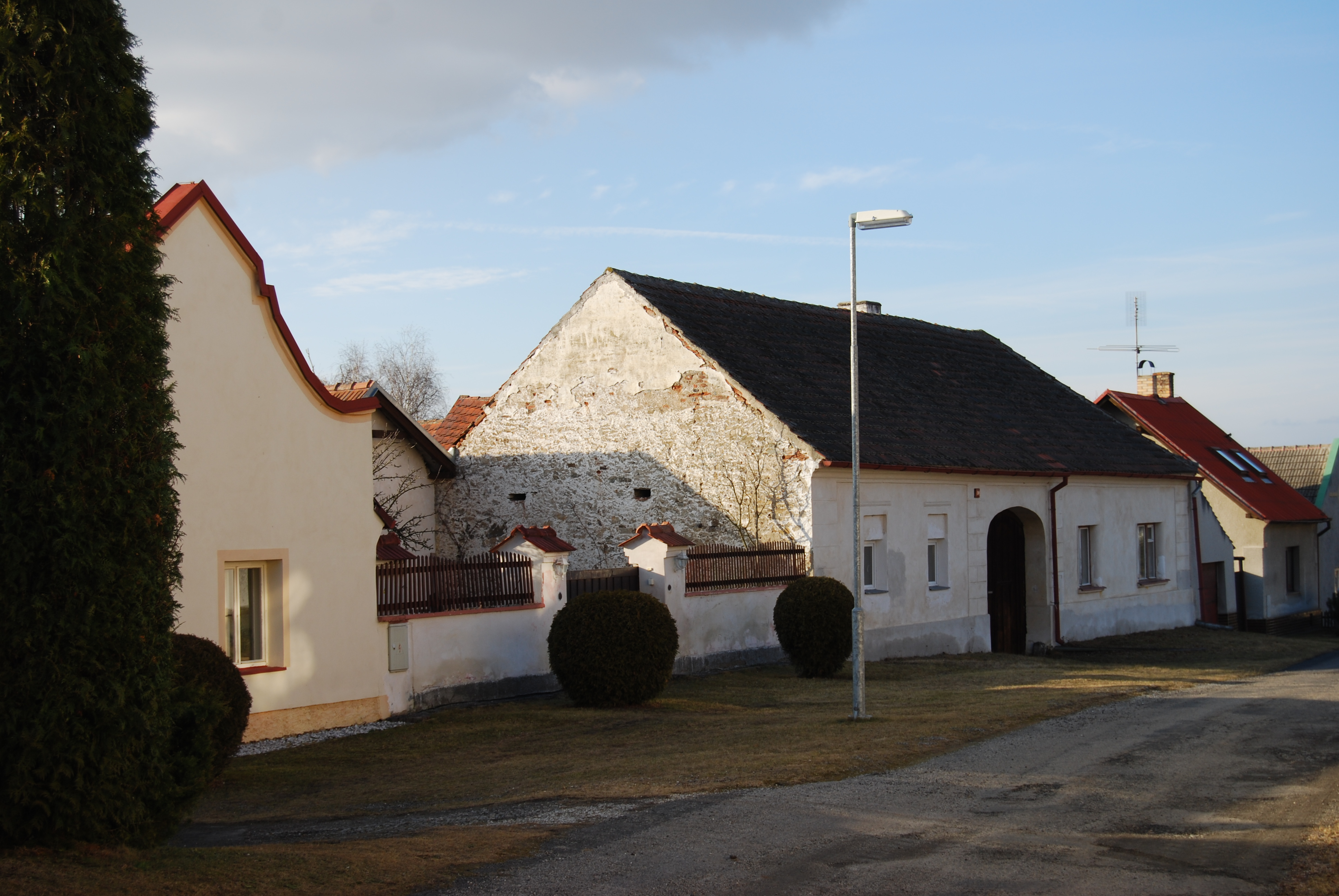
Pohled na část obce od kaple.
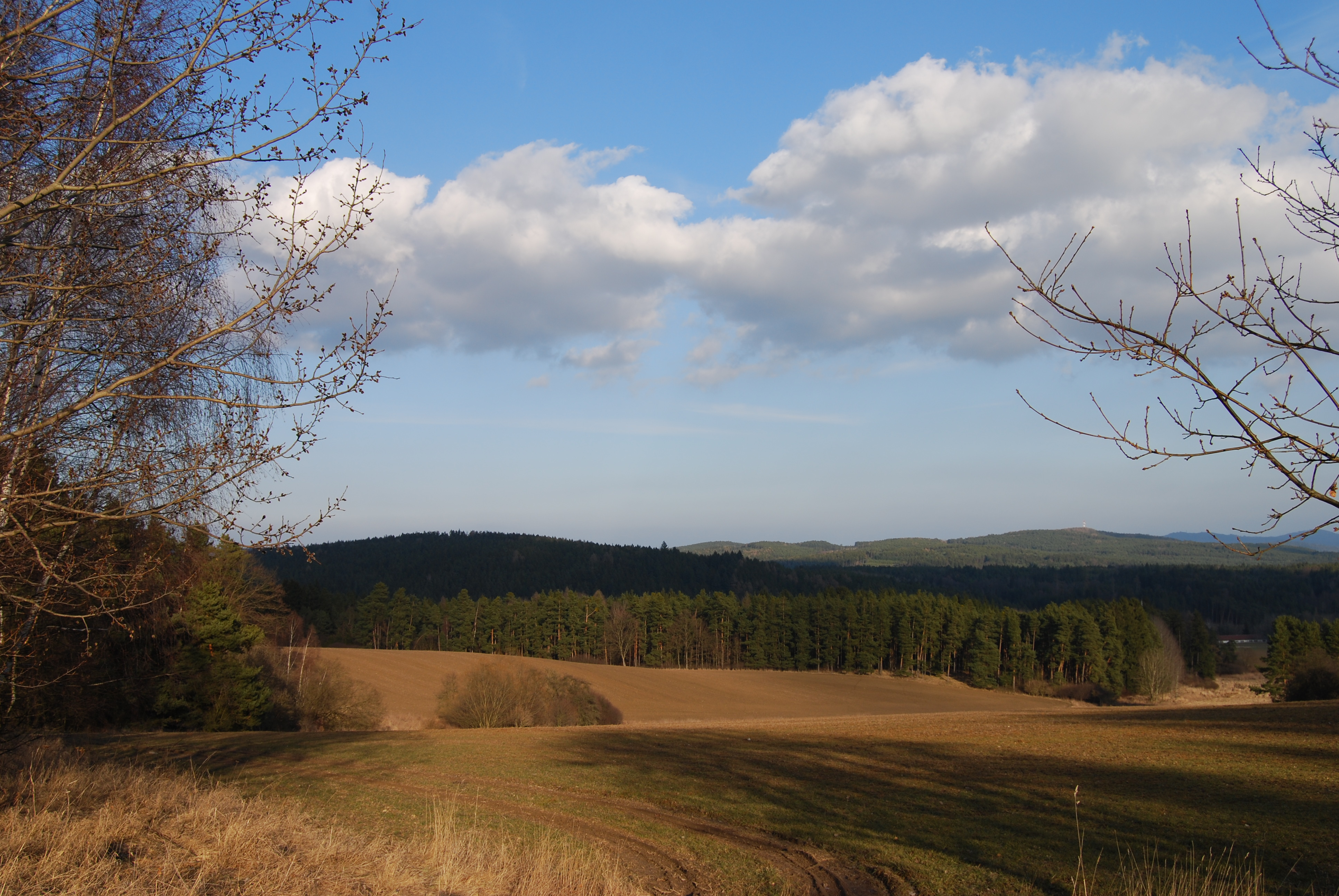
Pohled na okolí obce.